# Patrick Tiernan
Patrick Tiernan (ur. 11 września 1994 w Longreach) – australijski lekkoatleta specjalizujący się w biegach długodystansowych.
W 2016 reprezentował Australię na igrzyskach olimpijskich w Rio de Janeiro, podczas których zajął 13. miejsce w swoim biegu eliminacyjnym na 5000 metrów i nie awansował do finału. Na kolejnych igrzyskach rozgrywanych w Tokio w 2021 roku zajął 18. miejsce w biegu na 10 000 metrów.
Medalista mistrzostw NCAA.

## Osiągnięcia
| Rok  | Impreza                                   | Miejsce        | Konkurencja           | Pozycja     | Wynik    |
| ---- | ----------------------------------------- | -------------- | --------------------- | ----------- | -------- |
| 2016 | Igrzyska olimpijskie                      | Rio de Janeiro | bieg na 5000 metrów   | eliminacje  | 13:28,48 |
| 2017 | Mistrzostwa świata w biegach przełajowych | Kampala        | bieg seniorów         | 13. miejsce | 29:17    |
| 2017 | Mistrzostwa świata                        | Londyn         | bieg na 10 000 metrów | 22. miejsce | 29:23,72 |
| 2019 | Mistrzostwa świata                        | Doha           | bieg na 5000 metrów   | eliminacje  | 13:28,42 |
| 2021 | Igrzyska olimpijskie                      | Tokio          | bieg na 10 000 metrów | 18. miejsce | 28:35,06 |
| 2024 | Mistrzostwa świata w biegach przełajowych | Belgrad        | bieg seniorów         | 29. miejsce | 29:45    |
| 2024 | Igrzyska olimpijskie                      | Paryż          | maraton               | 24. miejsce | 2:10:34  |

## Rekordy życiowe
- Bieg na milę – 3:57,59 (2017)
- Bieg na 3000 metrów – 7:37,76 (2017)
- Bieg na 5000 metrów – 13:12,68 (2019)
- Bieg na 10 000 metrów – 27:22,55 (2020)